# Космос-1441
Космос-1441 је један од преко 2400 совјетских вјештачких сателита лансираних у оквиру програма Космос.
Космос-1441 је лансиран са космодрома Плесецк, СССР, 16. фебруара 1983. Ракета-носач Р-7 Семјорка (рус. Семёрка) (8К71, НАТО ознака SS-6 Sapwood) са додатим степеном је поставила сателит у орбиту око планете Земље. Маса сателита при лансирању је износила 2000 килограма. Космос-1441 је био сателит намијењен за електронско извиђање, јављање и навођење.